# تاودا
شهر تاودا (به روسی: Тавда) در کشور روسیه و در اوبلاست سوردلوفسک واقع شده‌است.